# ديتير فيالباندو
ديتير فيالباندو (بالإسبانية: Dieter Villalpando) (4 أغسطس 1991 بالمكسيك - ) هو لاعب كرة قدم مكسيكي في مركز الوسط. لعب مع تايجرز أونال ونادي أطلس ونادي باتشوكا ونادي موريليا الرياضي.

## روابط خارجية
- ديتير فيالباندو على موقع قاعدة بيانات كرة القدم.إي يو (الإنجليزية)
- ديتير فيالباندو على موقع Soccerway.com (الإنجليزية)
- ديتير فيالباندو على موقع عالم كرة القدم.نت (الإنجليزية)
- ديتير فيالباندو على موقع AS.com (الإسبانية)